# Erwin Panofsky
Erwin Panofsky (Hannover, 30 de març de 1892 - Princeton (Nova Jersey), 14 de març de 1968) va ser un historiador de l'art i assagista jueu alemany que va destacar pels seus estudis iconològics. La seva carrera es va desenvolupar principalment als EUA després de l'ascens del règim nazi. La seva obra més coneguda potser és Estudis sobre iconologia, però les seves monografies sobre Dürer, Ticià, els Primitius flamencs o l'art funerari són treballs fonamentals de la Història de l'Art del segle xx.
El treball de Panofsky representa un punt àlgid en l'estudi acadèmic modern de la iconografia, que va utilitzar en obres molt influents com el seu «petit llibre» Renaissance and Renascences in Western Art i la seva obra mestra, Early Netherlandish Painting.
Moltes de les seves obres encara es troben a la impremta, com Estudis d'iconologia: temes humanistes en l'art del Renaixement (1939), Significat en les arts visuals (1955) i el seu estudi de 1943 La vida i l'art d'Albrecht Dürer. Les idees de Panofsky també van tenir una gran influència en la història intel·lectual en general, particularment en el seu ús de les idees històriques per interpretar obres d'art i viceversa.

## Biografia
Panofsky va néixer a Hannover en el si d'una família minera jueva de Silèsia. Va créixer a Berlín, rebent el seu Abitur el 1910 al Joachimsthalsches Gymnasium. Entre 1910 i 1914 va estudiar dret, filosofia, filologia i història de l'art a Friburg, Múnic i Berlín, on va escoltar conferències de la historiadora de l'art Margarete Bieber, que substituïa Georg Loeschcke.
Va ser deixeble d'Aby Warburg, al qual va conèixer el 1912 en un congrés a Roma convertint-se en «seguidor» seu. Després d'estudiar a Berlín i d'altres universitats alemanyes, el 1914 es va graduar a la universitat de Friburg. Mentre Panofsky estudiava a la Universitat de Friburg, un estudiant una mica més gran, Kurt Badt, el va portar a escoltar una conferència del fundador del departament d'història de l'art, Wilhelm Vöge, sota el qual va escriure la seva tesi el 1914. El seu tema, la teoria artística de Dürer Dürers Kunsttheorie: vornehmlich in ihrem Verhaltnis zur Kunsttheorie der Italiener es va publicar l'any següent a Berlín com a Die Theoretische Kunstlehre Albrecht Dürers. A causa d'un accident d'equitació, Panofsky va ser exempt del servei militar durant la Primera Guerra Mundial, aprofitant el temps per assistir als seminaris del medievalista Adolf Goldschmidt a Berlín.. El 1916 va contreure matrimoni amb Dora Mosse, també historiadora de l'art. El 1924 va aparèixer la primera de les seves grans obres:Ein Beitrag zur Begriffsgeschichte der älteren Kunstheorie, on examina la història de la teoria neoplatònica de l'art. Participa en la fundació de l'Institut Warburg i rep en la seva formació una influència molt decisiva d'Enrst Cassirer pel que fa a la definició de símbol (s'aprecia a la seva obra La perspectiva com a forma simbòlica).
La carrera acadèmica de Panofsky en història de l'art el va portar a la Universitat de Berlín, Universitat de Múnic, i finalment a la Universitat d'Hamburg, on va ensenyar de 1920 a 1933. Va ser durant aquest període quan van començar a aparèixer els seus primers escrits importants sobre història de l'art. Un dels primers treballs significatius va ser Idea: Ein Beitrag zur Begriffsgeschichte der älteren Kunstheorie (1924; traduït a l'anglès com Idea: A Concept in Art Theory), basat en les idees d'Ernst Cassirer. Va abandonar Alemanya quan els nazis van prendre el poder (era d'ascendència jueva) i es va instal·lar als Estats Units, on ja havia viatjat com a professor invitat el 1931.
Encara que inicialment li va permetre passar trimestres alternatius a Hamburg i Nova York, després que els nazis arribessin al poder a Alemanya, el seu nomenament a Hamburg va ser rescindit perquè era jueu, i va romandre permanentment als Estats Units amb la seva dona, historiadora de l'art (des de 1916), Dorothea «Dora» Mosse (1885–1965). Ell i la seva dona van passar a formar part del Kahler-Kreis. El 1934 Panofsky estava ensenyant simultàniament a la Universitat de Nova York i a la Universitat de Princeton, i el 1935 va ser convidat a unir-se a la facultat del nou Institut d'Estudis Avançats de Princeton, on va romandre durant la resta de la seva carrera. El 1999, «Panofsky Lane», batejat en el seu honor, es va crear al complex d'habitatges de la facultat de l'institut.
Panofsky va ser membre de l'Acadèmia Americana de les Arts i les Ciències, l'American Philosophical Society, l'Acadèmia Britànica i altres acadèmies. El 1954 esdevingué membre estranger de la Reial Acadèmia d'Arts i Ciències dels Països Baixos. El 1962 va rebre la Medalla Haskins de l’Acadèmia Medieval d'Amèrica. El 1947–1948 Panofsky va ser professor de Charles Eliot Norton a la Universitat Harvard; les conferències es van convertir més tard en Pintura Holandesa Antiga.
Panofsky es va fer especialment conegut pels seus estudis sobre símbols i iconografia en art. Primer en un article de 1934, després a la seva Pintura holandesa primerenca (1953), Panofsky va ser el primer a interpretar El matrimoni Arnolfini de Jan van Eyck (1934) no només com una representació d'una cerimònia de noces, sinó també com un contracte visual que testimonia la acte de matrimoni. Panofsky identifica una gran quantitat de símbols ocults que tots apunten al sagrament del matrimoni. En els darrers anys, aquesta conclusió ha estat qüestionada, però el treball de Panofsky amb el que va anomenar simbolisme «ocult» o «disfressat» encara té una gran influència en l'estudi i la comprensió de l'art del Renaixement del Nord.
De la mateixa manera, a la seva monografia sobre Dürer, Panofsky ofereix llargues anàlisis «simbòliques» de les estampes El cavaller, la mort i el dimoni i Melancolia I, la primera basada en el Manual d'un cavaller cristià d'Erasme.
Panofsky era conegut per ser amic dels físics Wolfgang Pauli i Albert Einstein. El seu fill petit, Wolfgang KH Panofsky, es va convertir en un reconegut físic especialitzat en acceleradors de partícules. El seu fill gran, Hans A. Panofsky, va ser «un científic atmosfèric que va ensenyar a la Universitat Estatal de Pennsilvània durant 30 anys i a qui se li atribueixen uns quants avenços en l'estudi de la meteorologia». Tal com va relatar Wolfgang Panofsky, el seu pare solia anomenar als seus fills «meine beiden Klempner» (els meus dos lampistes). William S. Heckscher va ser estudiant, company d'emigració i amic íntim. El 1973 va ser succeït a Princeton per Irving Lavin. Erwin Panofsky ha estat reconegut com un professor «altament distingit» a l'Institut d'Estudis Avançats de Princeton, Nova Jersey, i a la biografia de Jeffrey Chipps sobre el tema com «l'historiador de l'art més influent del segle XX». El 1999, el nou «Panofsky Lane», al complex d'habitatges de la facultat d'aquest Institut, va rebre el seu nom en honor seu.
Per a Panovski la Història de l'Art és una ciència on es defineixen tres moments inseparables de l'acte interpretatiu de les obres en conjunt: la lectura del sentit fenomènic de la imatge; la interpretació del seu significat iconogràfic; i la penetració del seu contingut essencial com a expressió de valors. L'art medieval i el del renaixement (que va estudiar profundament), han quedat definits al seu llibre Renaissance and Renascences in Western Art. El seu magne treball, amb els historiadors de l'art R. Klibanski i F. Saxl, Saturn i la malenconia, ha estat una base fonamental sobre la qual s'ha discutit des de finals del segle XX la tristor a la cultura europea. Considera que l'historiador de l'art ha d'indagar i descobrir les analogies entre fenòmens en aparença tan diferents com la literatura, la filosofia, les arts i els esdeveniments polítics i religiosos.

## Iconologia
Panofsky va ser el representant més eminent de l'iconologia, un mètode d'estudi de la història de l'art creat per Aby Warburg i els seus deixebles, especialment Fritz Saxl, a l’Institut Warburg d'Hamburg. Una amistat personal i professional el va vincular a Fritz Saxl en col·laboració amb qui va produir bona part de la seva obra. Va fer una breu i precisa descripció del seu mètode en el seu article «Iconografia i iconologia», publicat l'any 1939.

### L'estil i el mitjà cinematogràfic
En el seu assaig de 1936 «Style and Medium in the Motion Pictures» (text en línia), Panofsky busca descriure els símptomes visuals endèmics del mitjà cinematogràfic.

### Tres estrats de matèria o significat

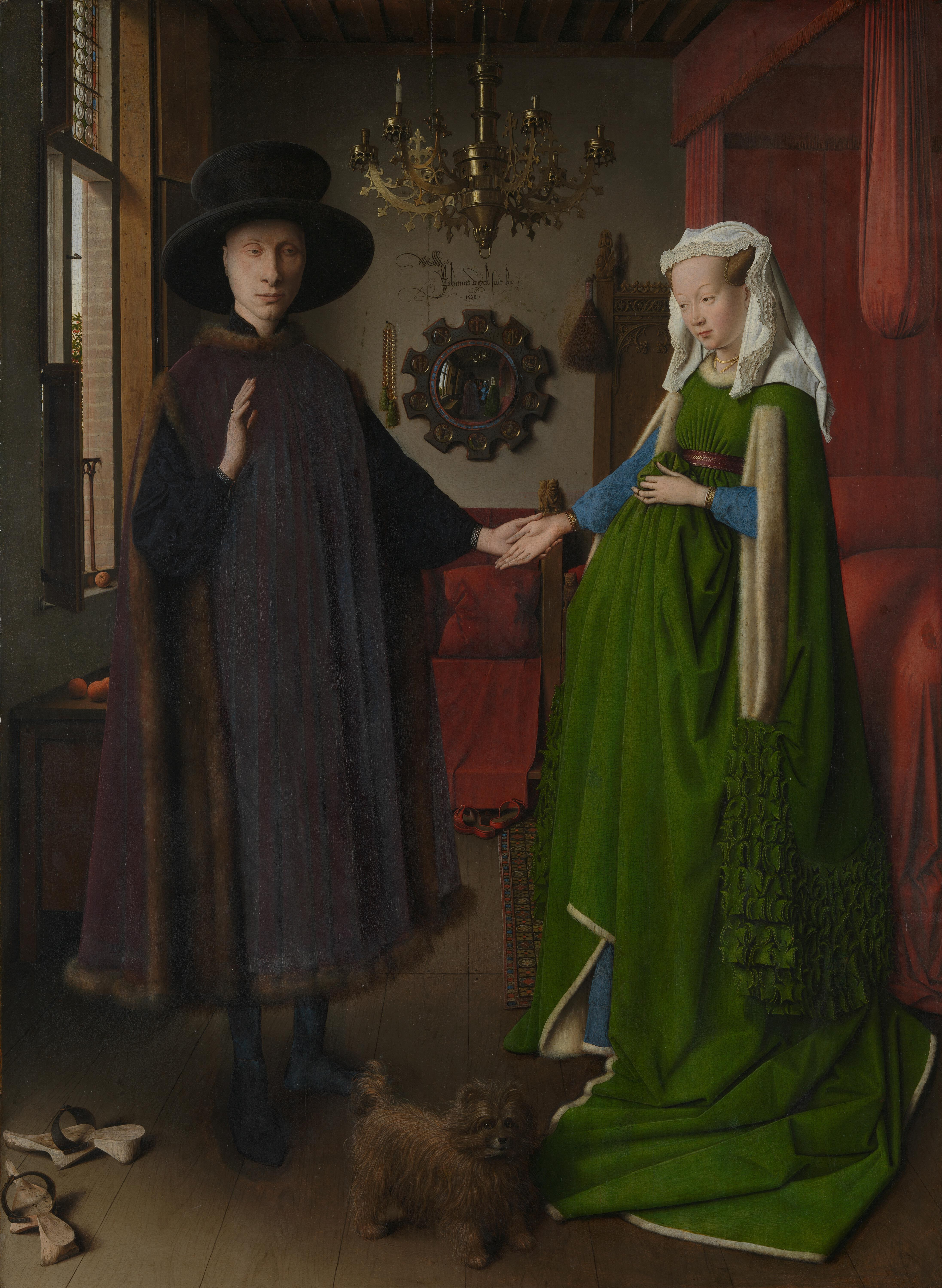
Panofsky va fer importants contribucions a l'estudi de la iconografia, inclosa la seva interpretació d'El matrimoni Arnolfini de Jan van Eyck (1434, a la foto).

A Studies in Iconology Panofsky detalla la seva idea de tres nivells de comprensió històrica de l'art:
- Matèria primària o natural: el nivell més bàsic de comprensió, aquest estrat consisteix en la percepció de la forma pura de l'obra. Prenguem, per exemple, un quadre de la Santa Cena. Si ens aturem en aquest primer estrat, aquest quadre només es podria percebre com un quadre de 13 homes asseguts a una taula. Aquest primer nivell és la comprensió més bàsica d'una obra, sense cap coneixement cultural afegit.
- Matèria secundària o convencional (iconografia): aquest estrat fa un pas més enllà i aporta a l'equació coneixements culturals i iconogràfics. Per exemple, un espectador occidental entendria que la pintura de 13 homes al voltant d'una taula representaria l'Últim Sopar. De la mateixa manera, una representació d'un home amb aureola amb un lleó es podria interpretar com una representació de Sant Marc.
- Significat o contingut terciari o intrínsec (iconologia): aquest nivell té en compte la història personal, tècnica i cultural en la comprensió d'una obra. Considera l'art no com un incident aïllat, sinó com el producte d'un entorn històric. Treballant en aquest estrat, l'historiador de l'art pot fer preguntes com "per què l'artista va optar per representar El Sant Sopar d'aquesta manera?" o "Per què Sant Marc era un sant tan important per al patró d'aquesta obra?" En essència, aquest darrer estrat és una síntesi; és l'historiador de l'art que es pregunta "què vol dir tot això?"

Per a Panofsky, era important tenir en compte els tres estrats quan s'examina l'art renaixentista. Irving Lavin diu que "va ser aquesta insistència i recerca de significat, sobretot en llocs on ningú sospitava que n'hi havia, el que va portar a Panofsky a entendre l'art, com cap historiador anterior, com un esforç intel·lectual a l'igual del tradicional. Arts liberals."

## Manuscrit del'Habilitationsschriftde Panofsky
L'agost de 2012, es va trobar el manuscrit original de l'Habilitationsschrift de Panofsky de 1920, que es titula "Die Gestaltungsprinzipien Michelangelos, besonders in ihrem Verhältnis zu denen Raffaels" (Els principis de composició de Miquel Àngel, particularment en la seva relació amb els de Rafael) de l'historiador de l'art Stephan Klingen en una antiga caixa forta nazi al Zentralinstitut für Kunstgeschichte de Múnic.
Feia temps que s'havia assumit que aquest manuscrit es va perdre el 1943/44 a Hamburg, ja que aquest important estudi mai no es va publicar i la vídua de l'historiador de l'art no va poder localitzar-lo a Hamburg. Sembla com si l'historiador de l'art Ludwig Heinrich Heydenreich, que havia estudiat amb Panofsky, estigués en possessió d'aquest manuscrit del 1946 al 1970. En el Süddeutsche Zeitung, Willibald Sauerländer va aportar una mica de llum sobre la qüestió de si Heydenreich compartia o no la seva recuperació del manuscrit: "Panofsky s'ha distanciat històricament dels seus primers escrits sobre Miquel Àngel, ja que estava cansat del tema, i (segons Sauerländer) va desenvolupar un conflicte professional amb l'historiador de l'art austrohongarès Johannes Wilde, que va acusar Panofsky de no atribuir-li idees recollides a partir d'una conversa que van tenir sobre els dibuixos de Miquel Àngel. Potser Panofsky no es preocupava pel parador de la seva obra perduda i Heydenreich no era malintencionat en mantenir-la en secret...però les preguntes encara resten.
L'any 2016 el Zentralinstitut für Kunstgeschichte de Múnic va fundar la Panofsky-Professur (Càtedra Panofsky). Els primers professors Panofsky han estat Victor Stoichita (2016), Gauvin Alexander Bailey (2017), Caroline van Eck (2018) i Olivier Bonfait (2019).

## Influència en Bourdieu
La seva obra ha influït molt en la teoria del gust desenvolupada pel sociòleg francès Pierre Bourdieu, en llibres com Les regles de l'art i La Distinció. En particular, Bourdieu va adaptar per primera vegada la seva noció d'habitus de l'Arquitectura gòtica i l'escolàstica de Panofsky, després d'haver traduït l'obra al francès.

## Obres
- Idea: A Concept in Art Theory (1924)[20]
- Perspective as Symbolic Form (1927)[21]
- Studies In Iconology (1939)[22]
- The Life and Art of Albrecht Dürer (1943)[23]
- Abbot Suger on the Abbey Church of St.-Denis and Its Art Treasures (1946).[24] Basat en les conferències de Norman Wait Harris impartides a la Northwestern University el 1938.
- Gothic architecture and scholasticism (1951)[25]
- Early Netherlandish Painting, Its Origins and Character (1953).[26] Basat en les conferències Charles Eliot Norton de 1947–48.
- Meaning in the Visual Arts (1955)[27]
- Pandora's Box: The Changing Aspects of a Mythical Symbol (1956) (amb Dora Panofsky)[28]
- Renaissance and Renascences in Western Art (1960)[29]
- Tomb sculpture: four lectures on its changing aspects from ancient Egypt to Bernini (1964)[30]
- Saturn and Melancholy: Studies in the History of Natural Philosophy, Religion, and Art (1964) (amb Raymond Klibansky i Fritz Saxl)[31]
- Problems in Titian, mostly iconographic (1969)[32]
- Three Essays on Style9 (1995; ed. Irving Lavin):[33] "Què és el barroc?", "Estil i mitjà en les pel·lícules", "Els antecedents ideològics del radiador Rolls-Royce". Introducció. per Irving Lavin.

- Carmina Latina (2018; ed. amb introducció i breus anotacions de Gereon Becht-Jördens)[34]